# Финк, Шери
Шери Финк (англ. Sheri Lee Fink, род. Детройт) — американская журналистка, пишущая о здоровье, медицине и науке.
В 2010 году она получила Пулитцеровскую премию за журналистские расследования «за рассказ, в котором рассказывается о неотложных решениях о жизни и смерти, принятых измученными врачами одной больницы, когда они были отрезаны паводковыми водами урагана Катрина». Она также была членом группы репортёров The New York Times, получившей Пулитцеровскую премию 2015 года в области международной журналистики за освещение эпидемии вируса Эбола 2014 года в Западной Африке. Членами команды, названными The Times, были Пэм Беллак, Хелен Купер, Финк, Адам Носситер, Норимицу Ониси, Кевин Сак и Бен С. Соломон.
По состоянию на апрель 2014 года Финк является штатным корреспондентом The New York Times.

## Ранние годы и образование
Финк родилась в Детройте. В 1990 году Финк окончила Мичиганский университет по специальности психология. Финк получила докторскую степень в области неврологии в 1998 году и степень доктора медицины в 1999 году в Стэнфордском университете.
Финк отправилась помогать беженцам на косово-македонской границе во время войны в Косово вместо посещения выпускного в медицинском институте.

## Карьера

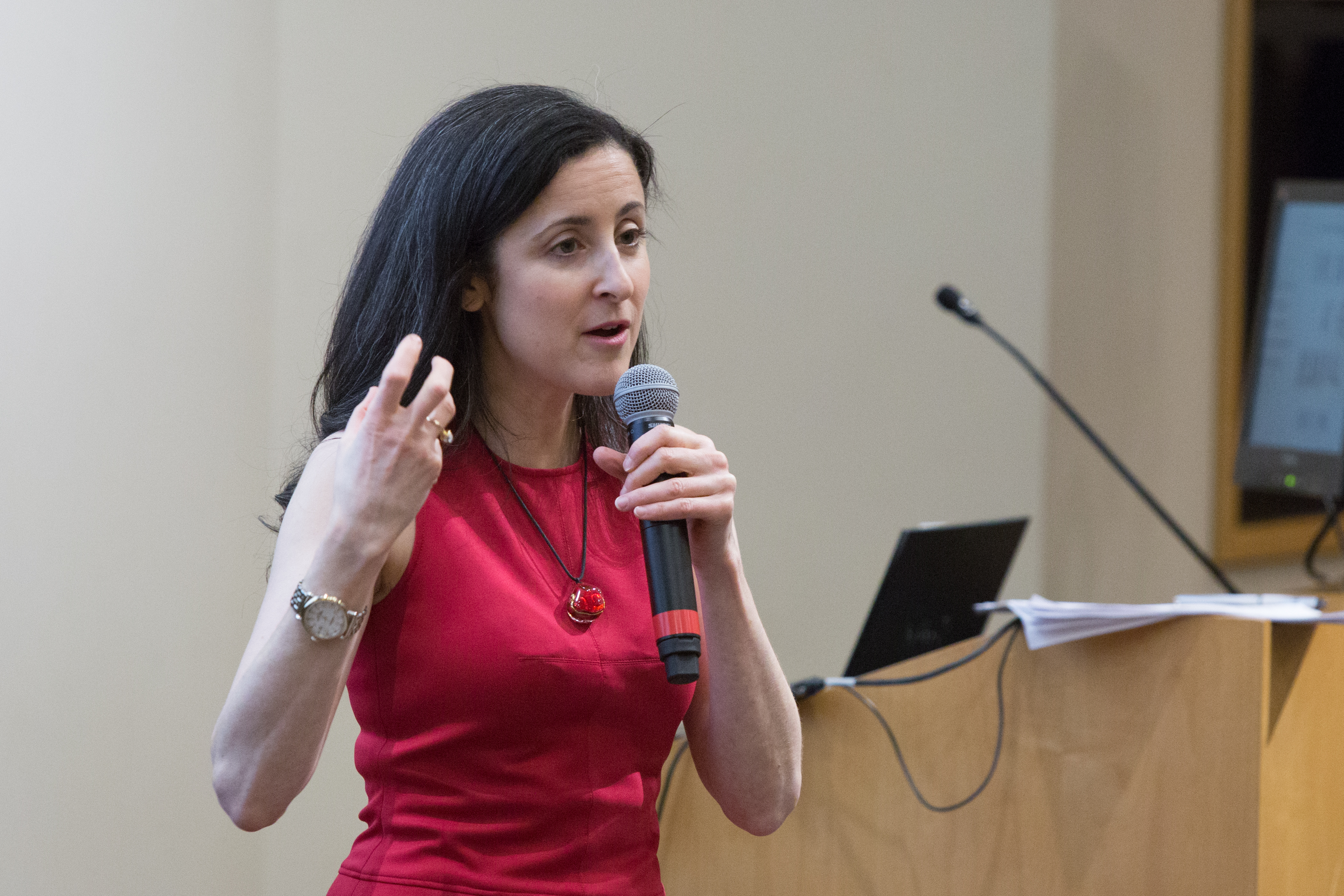
Шери Финк в 2016 году

После окончания колледжа Финк стала участвовать в работе по оказанию гуманитарной помощи в зонах бедствий и военных действий с Международным медицинским корпусом, включая Косово, Ирак, Боснию, Македонию и Мозамбик. Она также сделала карьеру в журналистике. Финк — старший научный сотрудник Гарвардской гуманитарной инициативы, старший научный сотрудник Future Tense в Фонде Новой Америки, а ранее — штатный репортер ProPublica в Нью-Йорке. Её статьи публиковались в таких изданиях, как New York Times, Discover и Scientific American.
Финк участвовала в выпуске журнала The World общественного радио Public Radio International (PRI), освещая ряд тем, включая глобальную пандемию ВИЧ/СПИДа и международную помощь в целях развития, конфликты и стихийные бедствия. В 2007 году вела курс в Тулейнском университете «Вопросы общественного здравоохранения в кризисных ситуациях». В 2007–2008 годах она была научным сотрудником Kaiser Media в Kaiser Family Foundation.
В августе 2009 года Финк опубликовала статью-расследование The Deadly Choices at Memorial в журнале New York Times. В статье, основанной на двухлетних репортажах, описываются последствия урагана Катрина в Мемориальном медицинском центре в Новом Орлеане в 2005 году.

## Награды

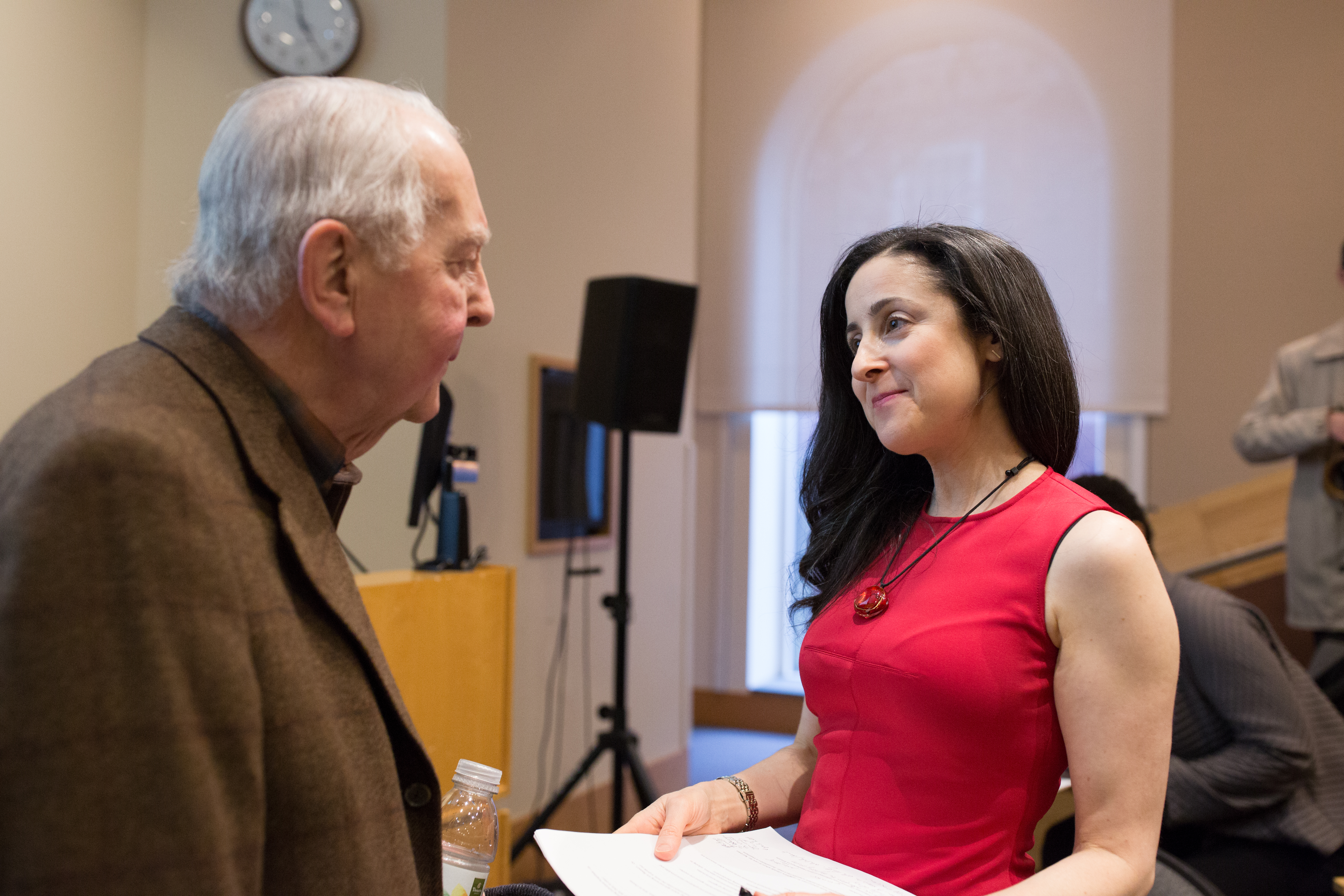
Шери Финк в 2016 году в

В марте 2010 года «Смертельный выбор в Мемориале» занял второе место в категории «Большой журнал» премии Ассоциации журналистов в области здравоохранения (AHCJ) за выдающиеся достижения в журналистике здравоохранения. В следующем месяце Финк была удостоена Пулитцеровской премии за журналистские расследования за статью.
Статья также получила Национальную премию журнала 2010 года за репортаж и премию Дарта 2010 года за выдающиеся достижения в освещении травм, присуждаемую Центром журналистики и травм Дарта при Высшей школе журналистики Колумбийского университета. Она была финалисткой премии Майкла Келли 2010 года.
Книга Финк 2013 года «Пять дней в Мемориале», которая расширила её статью 2009 года, получила премию Национального круга книжных критиков за документальную литературу (2013), Книжную премию Los Angeles Times за текущий интерес (2013), Книжную премию Риденаура (2014) и Премию ПЕН-клуба/Джона Кеннета Гэлбрейта (2015).

## Книги
- Fink, Sheri. Five Days at Memorial: Life and Death in a Storm-Ravaged Hospital, First edition, New York : Crown Publishers, 2013. ISBN 9780307718969
- Fink, Sheri. War Hospital: A True Story of Surgery and Survival, First edition, New York: Public Affairs, 2003. ISBN 9781586482671